# Гогблокланд
Гогблокланд (нід. Hoogblokland) — село в нідерландській провінції Південна Голландія. Входить до муніципалітету Моленланден.
До 1986 року мало статус окремого муніципалітету.

## Галерея

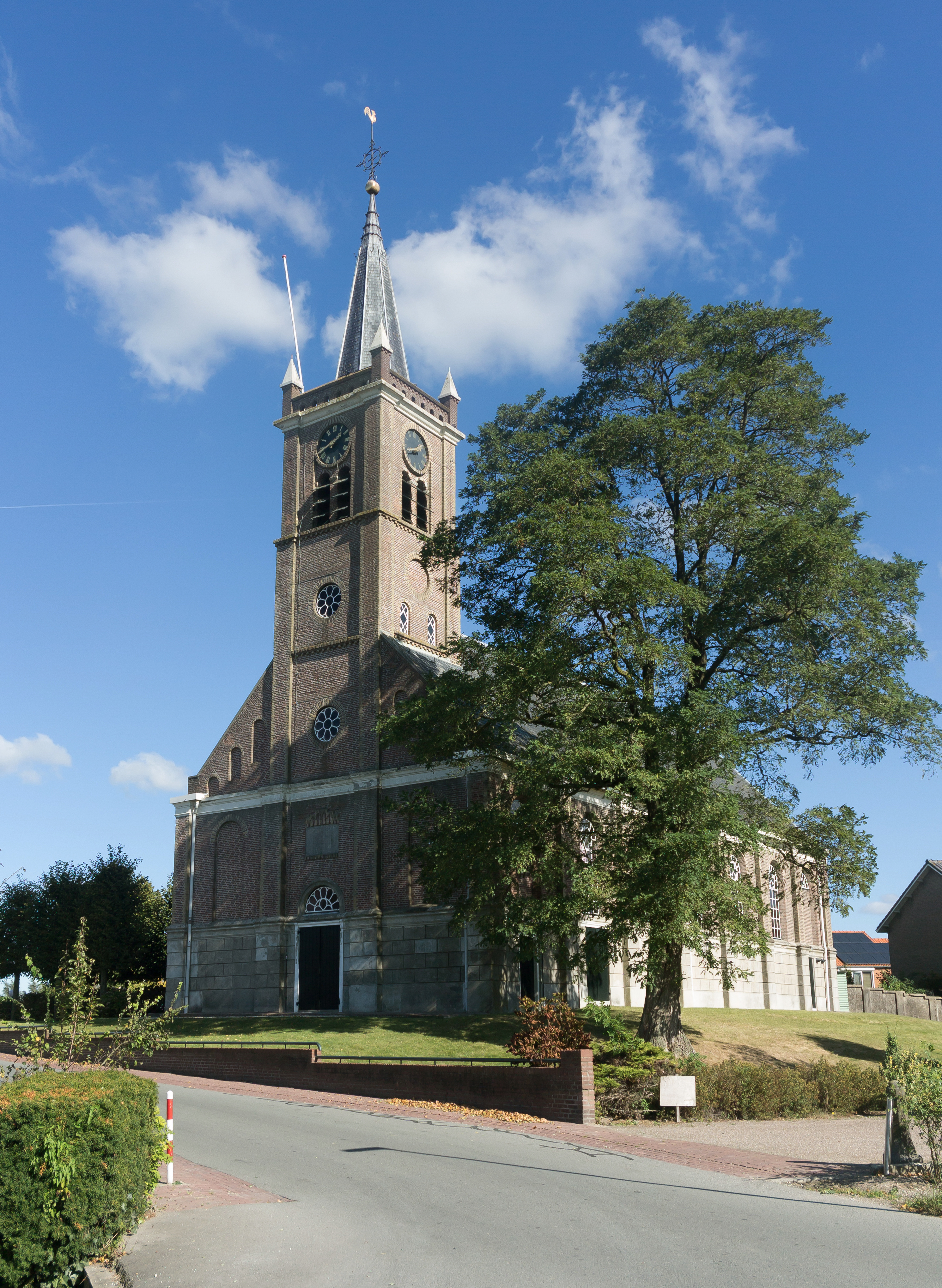
Сільська церква